# Liberation (песня)
«Liberation» — песня британской поп-группы Pet Shop Boys. В 1994 году она вышла синглом (это был четвёртый сингл с альбома Very), который достиг 14-го места в британском музыкальном чарте.

## Список композиций

### CD (Parlophone) / UK
1. «Liberation» (4:05)
2. «Decadence» (3:55)
3. «Liberation» (E Smoove Mix) (12:26)
4. «Liberation» (E Smoove 7" Edit) (3:50)
5. «Liberation» (Murk Deepstrumental Mix) (4:30)
6. «Liberation» (Oscar G’s Dopeassdub Mix) (4:30)
7. «Young Offender» (Jam And Spoon Tip-o-Matic Fairy-Tale Mix) (7:21)
8. «Decadence» (Unplugged Mix) (3:20)

## Позиции в хит-парадах
| Хит-парад (1994)                            | Высшая позиция | Пребывание в чарте |
| ------------------------------------------- | -------------- | ------------------ |
| Австралия (ARIA)                            | 63             | нет данных         |
| Великобритания (Physical Singles Chart)     | 14             | 5 недель           |
| Великобритания (RM Club Chart)              | 28             | нет данных         |
| Великобритания (UK Singles Chart)           | 14             | 5 недель           |
| Германия (Offizielle Top 100)               | 51             | 15 недель          |
| Европейский союз (European AC Radio)        | 13             | нет данных         |
| Европейский союз (European Hot 100 Singles) | 14             | нет данных         |
| Ирландия (IRMA)                             | 22             | 2 недели           |
| Италия (Music & Media Regional Airplay)     | 4              | нет данных         |
| Финляндия (Suomen virallinen lista)         | 8              | нет данных         |
| Шотландия (Scottish Singles Chart)          | 23             | нет данных         |

| Хит-парад (1994)             | Позиция |
| ---------------------------- | ------- |
| Великобритания (Gallup Poll) | 193     |